# 선화예술중학교
선화예술중학교는 서울특별시 광진구에 있는 중학교 과정의 예술계 특수학교이다.

## 학교 연혁
- 1974년 7월 5일: 리틀엔젤스예술학교 개교
- 1977년 2월 16일: 리틀엔젤스예술학교를 선화예술학교로 교명 변경
- 2017년 1월 1일: 선화예술중학교로 교명 변경되었다

## 참고 자료
- 선화예술학교 - 한국교육학술정보원 학교알리미